# Осада Бильбао (1874)
Осада Бильбао (исп. Sitio de Bilbao) — одно из значительных сражений во время Второй карлистской войны. Войска претендента дона Карлоса осаждали Бильбао более двух месяцев, постоянно подвергая его обстрелам. Снятие осады правительственными войсками склонило чашу весов на сторону республиканцев и стало тяжёлым ударом для карлистов.
В течение 1873 года повстанцы распространили своё влияние по территориям традиционного доминирования карлистов: на Севере, в Каталонии и в Маэстрасго. Бильбао, традиционно республиканский город, имел важное торговое значение, и обладание им позволяло бы улучшить финансовое положение карлистского движения. Дон Карлос приказал отрезать Бильбао от территории, контролируемой правительством, а затем осадить и взять. К августу 1873 года только по морю осталось возможным поддерживать связь с другими городами. 29 декабря карлисты взяли перевал Олабеага, тем самым заблокировав устье реки Нервьон. 30 декабря генерал карлистов Антонио Доррегарай осадил Португалете, а другой генерал, Вальдеспина, взял холмы, окружающие город. Португалете пал 21 января. В следующем месяце карлисты полностью закрыли устье реки, 21 февраля официально начав осаду артиллерийским обстрелом города.

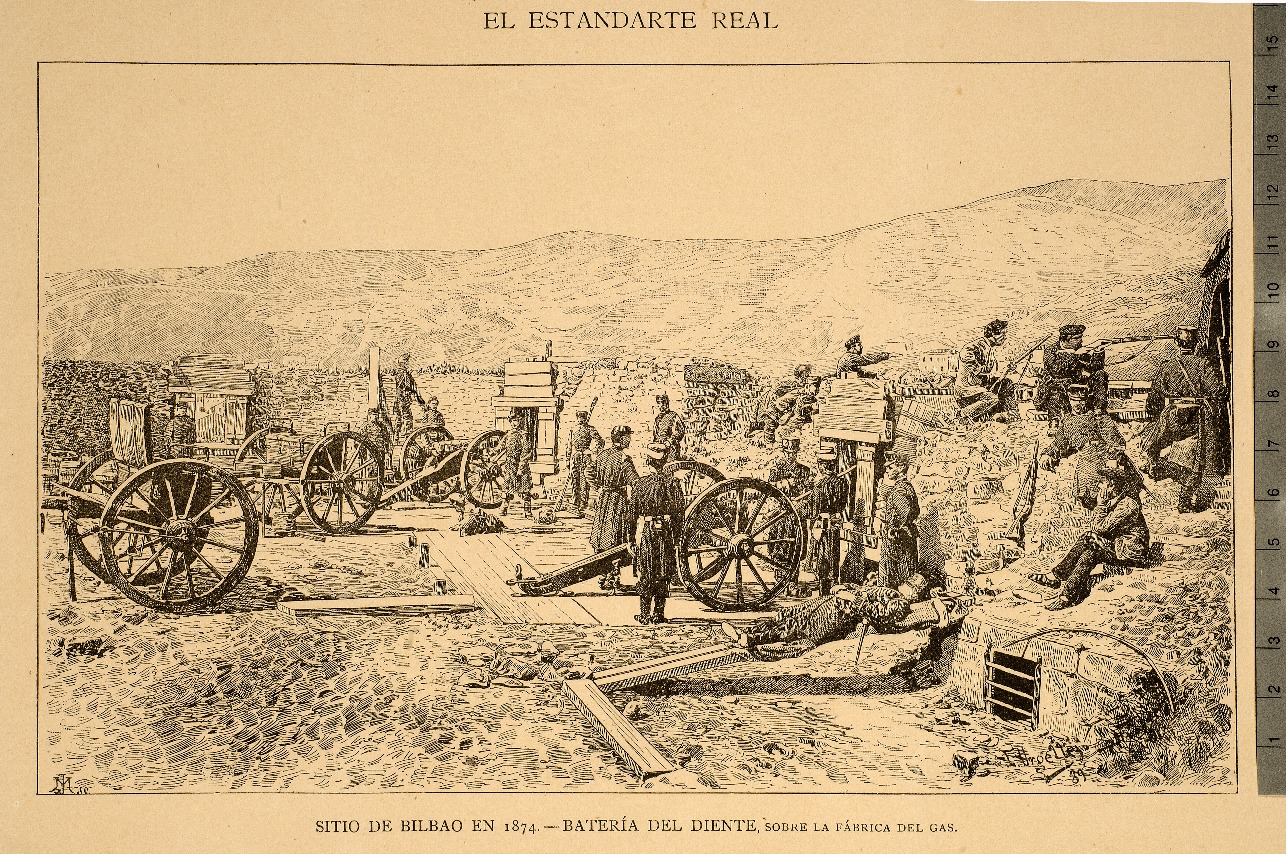
Батарея защитников Бильбао на позиции.

Артиллерийские обстрелы сменились атаками на оборонительные позиции города. 25 февраля республиканцы попытались прорвать осаду, дав сражение в долине Соморростро, но безуспешно. Повторная атака 25-26 марта правительственных войск при поддержке флота на позиции карлистов в Соморростро, ставшая самым кровопролитным противостоянием войны (более 8000 потерь с обеих сторон), также не имела успеха. Ситуация ухудшилась после захвата доном Карлосом Толосы, в результате чего Сан-Себастьян, Фуэнтеррабия и Ирун остались последними республиканскими владениями в Гипускоа. 29 марта в результате несчастного случая погиб карлистский генерал Николас Ольо, что стало большим моральным ударом для осаждающих.
В апреле в городе начался голод, и единственным спасением стала выручка деблокирующих войск. 29 апреля республиканцы атаковали холм Монтаньо в Соморростро. 30-го числа под ударом правительственных войск пала Сопуэрта, и карлистам было приказано покинуть Соморростро. 1 мая последний батальон повстанцев покинул окрестности Бильбао, куда на следующий день с триумфом вошли республиканские войска.
Снятие осады стало большим успехом для правительства, но не окончательным поражением карлистов.